# Джозеф Боксголл
Командер Джозеф Гровс Боксголл (англ. Joseph Groves Boxhall; 23 березня 1884 — 25 квітня 1967) — англійський морський офіцер, був четвертим корабельним офіцером «Титаніка» під час його єдиного рейсу. Під час Першої світової війни служив у Королівських ВМС.

## Біографія
Джозеф Боксголл народився 23 березня 1884 року в Галлі, Східний Йоркширський Райдінг, Англія, в сім'ї капітана Джозефа та Міріам Боксголлів. Його дід був моряком, дядько — членом Торгової Ради. 2 червня 1899 року в Ліверпулі Джозеф зійшов на борт свого першого судна, барка, який належав компанії «William Thomas Line». Протягом наступних чотирьох років він навчався морської справи на судні, при цьому чимало подорожував. Після навчання разом із батьком розпочав працювати на «William Thomas Line», а після отримання у вересні 1907 року сертифікату майстра Боксголл перейшов до «White Star Line», де служив на суднах «Oceanic» та «Arabic». У березні 1912 року його призначили членом екіпажу «Титаніка».

### Служба на «Титаніку»
Після виходу лайнера в море в обов'язки Боксголла входила допомога в навігації, складання графіку чергувань. Під час зіткнення судна з айсбергом офіцер відпочивав. Почувши удар дзвону, він прибув на місток. Капітан Сміт наказав Боксголлу провести перевірку носової частини судна на наявність пошкоджень. Не знайшовши ушкоджень, він був перехоплений теслею, який повідомив йому, що в судно проникає вода. Поштовий клерк підтвердив це. Пізніше Боксголл визначив координати розташування судна для передачі сигналу лиха, і першим відкрив сигнальні вогні для залучення судна, розташованого неподалік.
У ході евакуації з «Титаніка» Боксголл був призначений командувачем шлюпкою № 2, яку спустили з лівого борту о 1:45 з 18 пасажирами, замість 40. Він наказав гребти подалі від потопаючого «Титаніка», побоюючись, що при зануренні їх затягне під воду. О 4:00 в шлюпці помітили «Карпатію». Офіцер разом з іншими пасажирами був врятований лайнером «Карпатія» і доставлений на пірс № 54 в Нью-Йорку 18 квітня. Там він давав свідчення на засіданні Американського слідчого комітету. Як і іншим його колегам, Боксголлу було дозволено покинути Нью-Йорк 2 травня. Після повернення до Британії він давав свідчення на засіданні Британського слідчого комітету.

### Після «Титаніка»
Після загибелі «Титаніка» Боксголл певний час служив четвертим офіцером на «Адріатику», пізніше він перейшов у Королівський військово-морський флот у званні молодшого лейтенанта. У 1915 році був підвищений до лейтенанта. Під час Першої світової війни служив на лінкорі «HMS Commonwealth», пізніше на Гібралтарі командував міноносцем.
У травні 1919 року, за два місяці до повернення у «White Star Line», Боксголл одружився з Марджорі Бедделльс. 30 червня 1926 року був переведений на «Олімпік». Після злиття «White Star Line» та «Cunard Line» призначений старшим офіцером на лайнер «Аквітанія». У 1940 році Боксголл пішов у відставку. В 1958 році виступив у якості технічного консультанта екранізації книги Волтера Лорда «Незабутня ніч». У 1962 році дав інтерв'ю для BBC.
25 квітня 1967 року Джозеф Боксголл помер у Крайстчерчі, Англія, у 83-річному віці. Його тіло було кремовано, а прах розпорошено над Атлантичним океаном у координатах місця загибелі «Титаніка», які він сам розрахував більше 50 років тому.